# Русалка на камені
«Русалка на камені» (крим. Taş üstünde deñiz qızı) — скульптурна композиція в Місхорі (1905, бронза).

## Вигляд скульптури
Гармонійно складена молода жінка, яка в одній руці тримає дитину, а іншою спирається на округлий камінь. Скульптура встановлена у воді, у безпосередній близькості до берега, навпроти набережної Місхора.
Якщо дивитися на скульптуру з боку пірсу, помітний її хвіст. Русалка розташована в воді таким чином, ніби погляд її бронзових очей спрямований на гору Ай-Петрі.
Автор — Амандус Генріх Адамсон, естонський скульптор, що лікувався в Місхорі на початку ХХ століття і був вражений місцевою легендою про Русалку.
Місцерозташування: Місхор, Ялтинська міська рада.

## Легенда про Русалку
Дівчина Арзи — кримська татарка з небагатої родини. Будинок її батька був побудований у тому місці, де сьогодні витягнулася Набережна імені Леніна.
У день весілля Арзи викрав торговець живим товаром Алі-Баба. Привласнив і відвіз до Стамбула, де продав у гарем одного з османських султанів. Арзи народила султанові сина, але рівно за рік після викрадення вона вистрибнула з вікна в Босфор, прихопивши з собою дитину.
Того ж дня Русалку помітили у водах біля берега її рідного Місхора. Раз на рік Арзи з сином виринає з вод Чорного моря, і вдивляється в берег, на якому могла бути щасливою разом із коханим.

## Цікаві факти
- Оскільки Місхорська Русалка розташована в безпосередній близькості до берега, біля неї завжди багато і дорослих, і малюків. Ніхто не втрачає можливості не тільки побачити її на власні очі, а й доторкнутися до неї.
- Існує повір'я: якщо чоловік пошепоче на вухо Русалці своє найпотаємніше бажання, а потім торкнеться неї, це прагнення неодмінно виповниться.
- Русалку з Місхора вважають найпривабливішою з усіх існуючих варіантів цієї скульптури. Наприклад, Русалонька (статуя) (Копенгаген, Данія) — красуня занадто субтильна й мініатюрна, а обидві варшавські сирени надто могутні та трохи нагадують ламантинів. І лише Місхорську Русалку сміливо можна назвати еталоном краси.[3]